# Partecipanti al Grand Prix de Wallonie 2024
Elenco dei partecipanti al Grand Prix de Wallonie 2024.
Il Grand Prix de Wallonie 2024 è stato la sessantaquattresima edizione della corsa. Alla competizione presero parte 21 squadre: 9 con licenza UCI World Tour 2024, 10 UCI ProTeam e 2 UCI Continental Team.
Accreditati alla partenza 144 ciclisti.

## Corridori per squadra
Nota: R ritirato, NP non partito, FT fuori tempo, SQ squalificato
| Movistar Team         | Movistar Team          | Movistar Team         | Alpecin-Deceuninck      | Alpecin-Deceuninck      | Alpecin-Deceuninck      | Arkéa-B&B Hotels           | Arkéa-B&B Hotels           | Arkéa-B&B Hotels           |
| --------------------- | ---------------------- | --------------------- | ----------------------- | ----------------------- | ----------------------- | -------------------------- | -------------------------- | -------------------------- |
| N°                    | Ciclista               | Clas.                 | N°                      | Ciclista                | Clas.                   | N°                         | Ciclista                   | Clas.                      |
| 1                     | Davide Cimolai         | 106°                  | 11                      | Kaden Groves            | 86°                     | 21                         | Vincenzo Albanese          | 13°                        |
| 2                     | Alex Aranburu          | 2°                    | 12                      | Quinten Hermans         | 7°                      | 22                         | Louis Barré                | R                          |
| 3                     | Johan Jacobs           | 62°                   | 13                      | Senne Leysen            | 73°                     | 23                         | Donavan Grondin            | R                          |
| 4                     | Mathias Norsgaard      | 96°                   | 14                      | Xandro Meurisse         | 18°                     | 24                         | Mathis Le Berre            | 108°                       |
| 5                     | Carlos Canal           | 17°                   | 15                      | Oscar Riesebeek         | 84°                     | 25                         | C. Champoussin             | 3°                         |
| 6                     | Manlio Moro            | 122°                  | 16                      | Tibor Del Grosso        | 44°                     | 26                         | Florian Dauphin            | 97°                        |
| 7                     | Gonzalo Serrano        | 16°                   | 17                      | Aaron Dockx             | 74°                     | 27                         | Clément Venturini          | 20°                        |
| Astana Qazaqstan Team | Astana Qazaqstan Team  | Astana Qazaqstan Team | Cofidis                 | Cofidis                 | Cofidis                 | Decathlon AG2R La Mondiale | Decathlon AG2R La Mondiale | Decathlon AG2R La Mondiale |
| N°                    | Ciclista               | Clas.                 | N°                      | Ciclista                | Clas.                   | N°                         | Ciclista                   | Clas.                      |
| 31                    | Henok Mulubrhan        | 82°                   | 41                      | Guillaume Martin        | 24°                     | 51                         | Paul Lapeira               | 109°                       |
| 32                    | Christian Scaroni      | R                     | 42                      | Axel Zingle             | 9°                      | 52                         | Oliver Naesen              | 111°                       |
| 33                    | Evgenij Fëdorov        | 88°                   | 43                      | Bryan Coquard           | 25°                     | 53                         | Gianluca Pollefliet        | 130°                       |
| 34                    | Ide Schelling          | 128°                  | 44                      | Aimé De Gendt           | 35°                     | 54                         | Pierre Gautherat           | 105°                       |
| 35                    | Gleb Brusenskij        | 126°                  | 45                      | Ben Hermans             | 33°                     | 55                         | Victor Lafay               | 107°                       |
| 36                    | Declan Trezise         | 103°                  | 46                      | Nolann Mahoudo          | 79°                     | 56                         | Nans Peters                | 98°                        |
| 37                    | Aleksej Lucenko        | 43°                   | 47                      | Stefano Oldani          | 46°                     | 57                         | Antoine L'Hote             | 85°                        |
| Intermarché-Wanty     | Intermarché-Wanty      | Intermarché-Wanty     | Red Bull-Bora-Hansgrohe | Red Bull-Bora-Hansgrohe | Red Bull-Bora-Hansgrohe | UAE Team Emirates          | UAE Team Emirates          | UAE Team Emirates          |
| N°                    | Ciclista               | Clas.                 | N°                      | Ciclista                | Clas.                   | N°                         | Ciclista                   | Clas.                      |
| 61                    | Vito Braet             | R                     | 71                      | Marco Haller            | 116°                    | 81                         | Filippo Baroncini          | 41°                        |
| 62                    | Biniam Girmay          | 4°                    | 72                      | Roger Adrià             | 1°                      | 82                         | Álvaro Hodeg               | 117°                       |
| 63                    | Lorenzo Rota           | 22°                   | 73                      | Alexander Hajek         | 56°                     | 83                         | Vegard S. Laengen          | 83°                        |
| 64                    | Simone Gualdi          | 76°                   | 74                      | Emil Herzog             | 61°                     | 84                         | Juan Sebastián Molano      | 120°                       |
| 65                    | Hugo Page              | 135°                  | 75                      | Ryan Mullen             | 95°                     | 85                         | António Morgado            | 30°                        |
| 66                    | Mike Teunissen         | 78°                   | 76                      | Ben Zwiehoff            | 60°                     | 86                         | Rui Oliveira               | 10°                        |
| 67                    | Georg Zimmermann       | 32°                   | 77                      | Sam Welsford            | 115°                    | 87                         | Tim Wellens                | 6°                         |
| Bingoal WB            | Bingoal WB             | Bingoal WB            | Caja Rural-Seguros RGA  | Caja Rural-Seguros RGA  | Caja Rural-Seguros RGA  | Euskaltel-Euskadi          | Euskaltel-Euskadi          | Euskaltel-Euskadi          |
| N°                    | Ciclista               | Clas.                 | N°                      | Ciclista                | Clas.                   | N°                         | Ciclista                   | Clas.                      |
| 91                    | Floris De Tier         | 19°                   | 101                     | David Gonzalez          | 55°                     | 111                        | Jon Aberasturi             | 121°                       |
| 92                    | Louka Matthys          | 42°                   | 102                     | Mulu Hailemichael       | 101°                    | 112                        | Xabier Berasategi          | 21°                        |
| 93                    | Johan Meens            | 125°                  | 103                     | Julen Arriola-Bengoa    | 89°                     | 113                        | Gotzon Martín              | 23°                        |
| 94                    | Michiel Lambrecht      | 91°                   | 104                     | Joseba López            | 29°                     | 114                        | Xabier Isasa               | 81°                        |
| 95                    | Marco Tizza            | 36°                   | 105                     | Eduard Prades           | 11°                     | 115                        | Andoni López               | 127°                       |
| 96                    | Giacomo Villa          | 38°                   | 106                     | Michal Schlegel         | 133°                    | 116                        | Asier Etxeberria           | 132°                       |
| 97                    | Loïc Vliegen           | 102°                  | 107                     | Gorka Sorarrain         | 31°                     | 117                        | Nicolás Alustiza           | 134°                       |
| Israel-Premier Tech   | Israel-Premier Tech    | Israel-Premier Tech   | Lotto Dstny             | Lotto Dstny             | Lotto Dstny             | Q36.5 Pro Cycling Team     | Q36.5 Pro Cycling Team     | Q36.5 Pro Cycling Team     |
| N°                    | Ciclista               | Clas.                 | N°                      | Ciclista                | Clas.                   | N°                         | Ciclista                   | Clas.                      |
| 121                   | Joseph Blackmore       | 8°                    | 131                     | Jenno Berckmoes         | 52°                     | 141                        | Fabio Christen             | 12°                        |
| 122                   | Simon Clarke           | R                     | 132                     | Jasper De Buyst         | 63°                     | 142                        | Jelte Krijnsen             | 70°                        |
| 123                   | Mason Hollyman         | 45°                   | 133                     | Thomas De Gendt         | 131°                    | 143                        | Cyrus Monk                 | 72°                        |
| 124                   | Nick Schultz           | 37°                   | 134                     | Arnaud De Lie           | 27°                     | 144                        | Joey Rosskopf              | 77°                        |
| 125                   | Riley Sheehan          | 66°                   | 135                     | Sébastien Grignard      | 94°                     | 145                        | Jan Sommer                 | 124°                       |
| 126                   | Mads Würtz Schmidt     | 57°                   | 136                     | Steffen De Schuyteneer  | 92°                     | 146                        | Jannik Steimle             | 69°                        |
| 127                   | Jake Stewart           | 50°                   | 137                     | Liam Slock              | 87°                     | 147                        | Nickolas Zukowsky          | 67°                        |
| Team Flanders-Baloise | Team Flanders-Baloise  | Team Flanders-Baloise | TotalEnergies           | TotalEnergies           | TotalEnergies           | Tudor Pro Cycling Team     | Tudor Pro Cycling Team     | Tudor Pro Cycling Team     |
| N°                    | Ciclista               | Clas.                 | N°                      | Ciclista                | Clas.                   | N°                         | Ciclista                   | Clas.                      |
| 151                   | Arno Claeys            | 93°                   | 161                     | Mathieu Burgaudeau      | 14°                     | 171                        | Nils Brun                  | 54°                        |
| 152                   | Alex Colman            | 75°                   | 162                     | Émilien Jeannière       | 26°                     | 172                        | Jacob Eriksson             | 113°                       |
| 153                   | Lindsay De Vylder      | 49°                   | 163                     | Lorrenzo Manzin         | 99°                     | 173                        | Aloïs Charrin              | 129°                       |
| 154                   | Jasper Dejaegher       | R                     | 164                     | Julien Simon            | NP                      | 174                        | Simon Pellaud              | 110°                       |
| 155                   | Dylan Vandenstorme     | 28°                   | 165                     | Fabien Grellier         | 58°                     | 175                        | Rick Pluimers              | 5°                         |
| 156                   | Yentl Vandevelde       | R                     | 166                     | Geoffrey Soupe          | 68°                     | 176                        | Miká Heming                | 104°                       |
| 157                   | Ward Vanhoof           | 40°                   | 167                     | Sandy Dujardin          | 53°                     | 177                        | Matteo Trentin             | 51°                        |
| Uno-X Mobility        | Uno-X Mobility         | Uno-X Mobility        | Philippe Wagner-Bazin   | Philippe Wagner-Bazin   | Philippe Wagner-Bazin   | Van Rysel-Roubaix          | Van Rysel-Roubaix          | Van Rysel-Roubaix          |
| N°                    | Ciclista               | Clas.                 | N°                      | Ciclista                | Clas.                   | N°                         | Ciclista                   | Clas.                      |
| 181                   | Jonas Abrahamsen       | 15°                   | 191                     | Quentin Bezza           | 64°                     | 201                        | Rémi Capron                | 39°                        |
| 182                   | William Blume Levy     | 59°                   | 192                     | Sean Bero               | 119°                    | 202                        | Célestin Guillon           | 80°                        |
| 183                   | Sakarias Koller Løland | 112°                  | 193                     | Theo Bonnet             | 90°                     | 203                        | Maxime Jarnet              | 34°                        |
| 184                   | Niklas Larsen          | R                     | 195                     | Gwen Leclainche         | 118°                    | 204                        | Maximilien Juillard        | 47°                        |
| 185                   | Søren Wærenskjold      | 114°                  | 196                     | Tristan Scherpenbergh   | 65°                     | 205                        | Jérémy Leveau              | 100°                       |
| 186                   | Simon Dalby            | 48°                   |                         |                         |                         | 206                        | Kenny Molly                | 123°                       |
| 187                   | Erik Resell            | 71°                   |                         |                         |                         |                            |                            |                            |